# BOLT-117

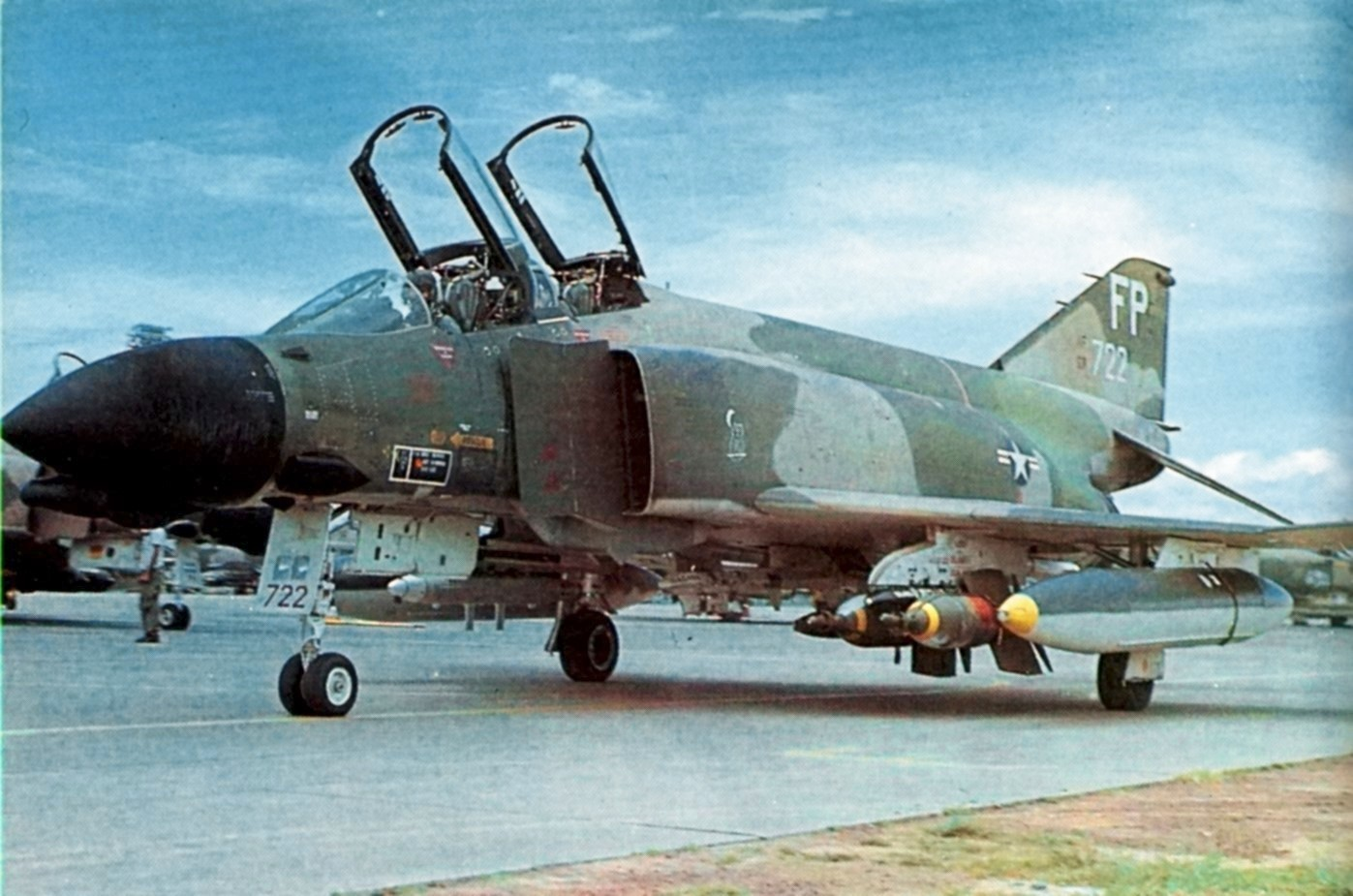
Eine F-4D mit zwei BOLT-117 während des Vietnamkrieges, 1971

Die Texas Instruments BOLT-117 (Bomb, Laser Terminal 117), später auch als GBU-1/B (Guided Bomb Unit) bezeichnet, war die erste lasergelenkte Bombe der Welt.

## Geschichte und Technik
Im Jahr 1962 startet die United States Army im Redstone Arsenal die ersten Versuche und Tests, um herauszufinden, ob sich ein Laserstrahl als Zielerfassungsmethode eignet. Drei Jahre später bewies man, dass diese Methode funktionierte, und die Erkenntnisse wurden mit der United States Air Force geteilt. Man beauftragte die Firmen Texas Instruments und North American Aviation jeweils mit dem Bau von Prototypen dieser damals neuen lasergelenkten Bomben. Die Prototypen nutzten die M117, eine 340 kg schwere Freifallbombe, und waren sich sehr ähnlich, so dass es nur einen Unterschied im Preis gab. Da die Konstruktion von Texas Instruments einfacher und ihr Entwurf günstiger war, wurde sie als BOLT-117 in Dienst gestellt. Aber der Entwurf von North American wurde parallel weiterentwickelt. Neben den neun gebauten Prototypen bekam Texas Instruments den Auftrag zur Produktion von 50 weiteren Rüstsätzen für die M117. Aufgrund dieser beiden Entwicklungen begann man sich Gedanken über Standards für die zukünftige Entwicklung von lasergelenkten Bomben zu machen. So beschloss man am 20. Juli 1967 den Start des Projekts Paveway, aus dem eine ganze Familie von lasergelenkten Bomben hervorging.
Die BOLT-117 bestand neben der M117, die als Basis diente, aus einem Laserzielerfassungs- und Kontrollrüstsatz, der als KMU-342 bezeichnet wird. Dieser bestand aus einem kardanisch aufgehängten Lasersucher auf der Spitze der Bombe sowie Kontroll- und Leitflossen, die am Heck der Bombe angebracht waren. Damit ein Trägerflugzeug die BOLT-117 nutzen konnte, musste es selbst mit einem Laser-Zielbeleuchtungsbehälter vom Typ Airborne Laser Designator (ALD) ausgestattet werden, oder ein anderes Flugzeug musste das Ziel damit beleuchten. Der Waffensystemoffizier hatte einen zusätzlichen Monitor im Cockpit, über den er den Laser steuern konnte, um so ein Ziel zu erfassen.
Im Mai des Jahres 1968 kam es zu den ersten Gefechtseinsätzen während des Vietnamkriegs. Dort testete vor allem das 8th Tactical Fighter Wing die BOLT-117 mit recht guten Ergebnissen. So lag die Circular Error Probable von etwa 9 Metern aber nur bei statischen Zielen wie Brücken, und dies auch nur unter optimalen Bedingungen (gutes Wetter, keine Flugabwehr). Dies war gegenüber konventionellen Freifallbomben ein immenser Fortschritt, aber man wollte es noch besser haben. So kam es, dass nur eine kleine Anzahl von BOLT-117 gebaut wurde und man ging rasch zur Entwicklung der GBU-2/B über.